# Alciopa pacifica
Alciopa pacifica är en ringmaskart som beskrevs av Johan Gustaf Hjalmar Kinberg 1866. Alciopa pacifica ingår i släktet Alciopa och familjen Alciopidae. Inga underarter finns listade i Catalogue of Life.